# Alice Zeniter

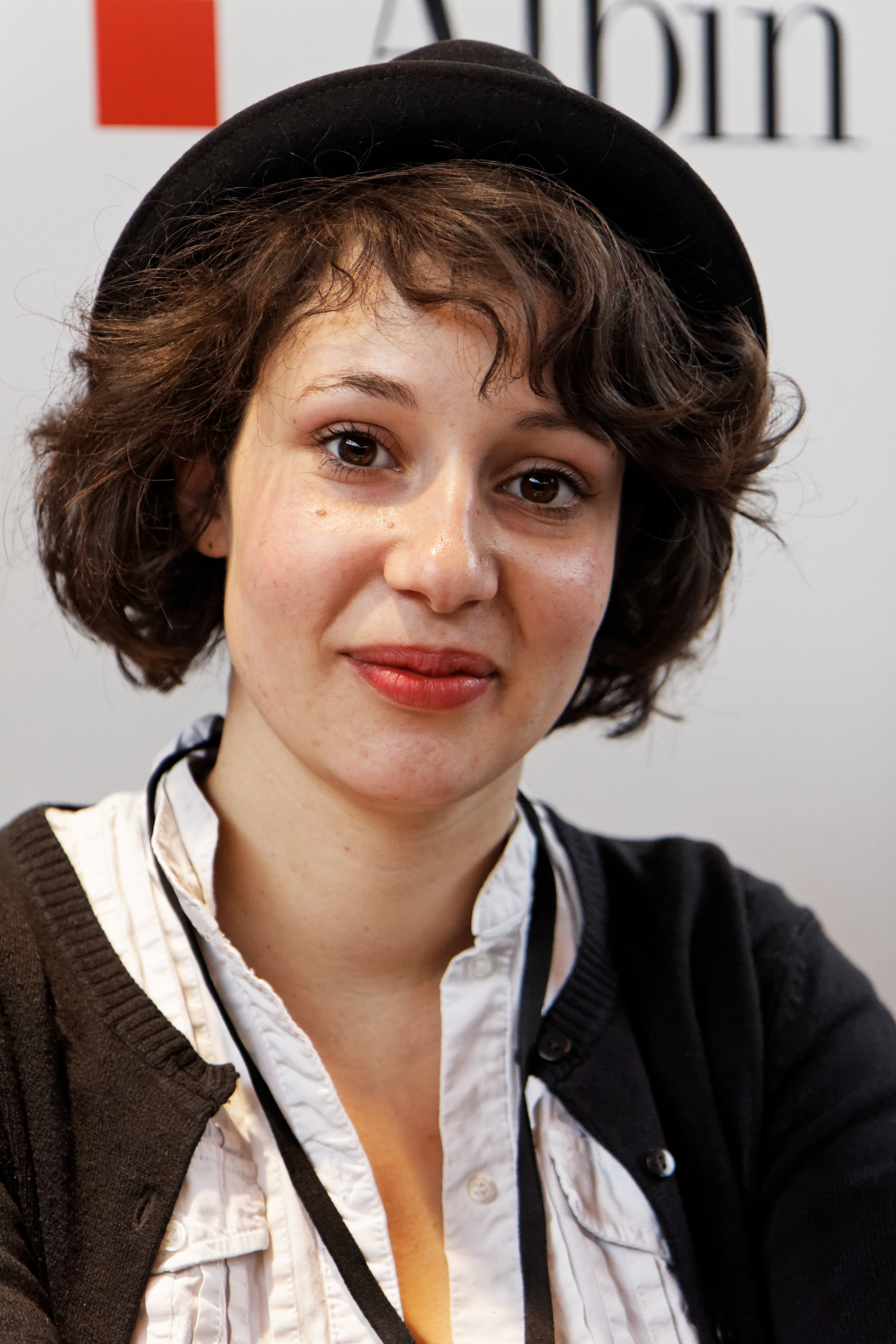
Alice Zeniter (2013)

Alice Zeniter (* 7. September 1986 in Clamart, Département Hauts-de-Seine) ist eine französische Schriftstellerin.

## Leben
Alice Zeniter wuchs als Tochter eines algerischen Vaters und einer französischen Mutter in dem kleinen Dorf Champfleur auf und besuchte im nahegelegenen Alençon die Schule. Ihre Großeltern waren „Harki“, Algerier, die während des Unabhängigkeitskrieges im Dienst der französischen Kolonialmacht standen. Während ihrer Schulzeit schrieb sie ihren ersten Roman. Die 2003 veröffentlichte Geschichte handelt von zwei Mädchen, die während der Kriegszeit einen Hund aufnehmen und versuchen, in einem verwüsteten Land zu überleben. Nach ihrem Schulabschluss zog sie nach Paris, um an der École normale supérieure zu studieren. Seit dem Jahr 2013 ist sie Doktorandin für Theaterwissenschaften an der Universität Paris III.
2008 verließ sie Paris und zog nach Budapest, wo sie unter anderem Französisch an der Eötvös-Loránd-Universität unterrichtete und beim Theater als Assistentin von Árpád Schilling für Krétakör arbeitete. Während dieser Zeit fing sie an, inspiriert durch Themen wie Suizid, Donau, Attila József und das Jahr 1956, ihren zweiten Roman zu schreiben, der schließlich 2010 unter dem Titel Jusque dans nos bras beim Pariser Verlag Albin Michel veröffentlicht wurde. Die französische Tageszeitung Le Monde lobte Zeniter, dass sie „alle Register guter Gefühle“ beim Erzählen ziehe. Noch im selben Jahr wurde sie mit dem Prix littéraire de la Porte Dorée und ein Jahr später mit dem Prix littéraire Laurence Trân ausgezeichnet.
2013 erschien mit Sombre Dimanche ihr dritter Roman, für den sie mehrere französische Literaturpreise gewann. Die Geschichte spielt erneut in Budapest und handelt von der jungen Liebe zwischen dem Ungarn Imre und der deutschen Kerstin. Für ihren vierten bei Flammarion erschienenen Roman Juste avant l’oubli gewann Zeniter den Prix Renaudot des lycéens. Das Buch handelt von einer Doktorandin, die auf den Hebriden zum Leben eines Thriller-Autors forscht. Der Schatten des Autors, der sich das Leben genommen hat, droht bald die Beziehung der jungen Frau mit dem ihr nachreisenden Freund zu zerstören.
2017 kam ihre Kurzgeschichte Es kommt kein Sommer mehr in der Anthologie L'Amour toujours - Toujours l'amour? Junge französische Liebesgeschichten heraus. Im selben Jahr erschien Zeniters fünfter Roman L’Art de perdre. Er berichtet über mehrere Generationen hinweg vom Schicksal einer algerischstämmigen Familie von Kabylen in Algerien und Frankreich. Der erste Teil beschreibt das Leben des Großvaters, Ali, vom Ende des Zweiten Weltkriegs bis zu seiner Flucht aus seinem Dorf in Algerien nach Frankreich im Jahr der Unabhängigkeit Algeriens 1962. Der zweite Teil handelt vom Leben der Familie in Frankreich. Im Zentrum steht Alis ältester Sohn Hamid. Der Teil endet mit der Geburt von Hamids erster Tochter. Im Zentrum des dritten Teils, der in der Gegenwart spielt, steht eine Tochter Hamids, die anlässlich einer Dienstreise nach Algerien dort die Familie ihres Großvaters besucht. L’Art de perdre gelangte im Jahr seiner Veröffentlichung in die Endauswahl für den Prix Goncourt und brachte Zeniter u. a. den Literaturpreis der französischen Tageszeitung Le Monde und den Prix Goncourt des lycéens ein. The Art of Losing, seine Übersetzung ins Englische, wurde 2022 mit dem International DUBLIN Literary Award ausgezeichnet.

## Werke (Auswahl)
Romane
- Deux moins un égal zéro. 2003
- Jusque dans nos bras. 2010
- Sombre Dimanche. 2013
- Juste avant l’oubli. 2015
  - Übersetzung von Yvonne Eglinger: Kurz vor dem Vergessen. Berlin Verlag, Berlin/München 2021, ISBN 978-3-8270-1382-8[10]
- L’Art de perdre. Flammarion, Paris 2017, ISBN 978-2-08-139553-4
  - Übersetzung von Hainer Kober: Die Kunst zu verlieren. Berlin Verlag, Berlin/München 2018, ISBN 978-3-8270-1373-6
- Comme un empire dans un empire. 2020

Sachbuch
- 2022: Toute une moitié du monde, Flammarion, Paris, ISBN 978-2080259332
  - 2025: Eine ganze Hälfte der Welt. Die vernachlässigten Frauen der Literatur (Berlin Verlag, ISBN 978-3-8270-1500-6)

Theaterstücke
- Spécimens humains avec monstres. 2011

Drehbuch
- 2014: Fever (nach dem  gleichnamigen Roman von Leslie Kaplan)

## Hörspiele
Wenn die Welle kommt - Spielball Erde, nach Theaterstück Quand viendra la vague, éditions L'Arche, 2019; Übersetzung: Frank Weigand;  Regie: Anouschka Trocker; Mitwirkende: Marina Frenk (Letizia), Florian Steffens (Mateo), Friedhelm Ptok (Das Mufflon); Produktion: Saarländischer Rundfunk / Deutschlandradio 2019